# Makó-Senke
Die Makó-Senke ist ein Teil des Pannonischen Beckens im südöstlichen Teil Ungarns bei den Städten Makó und Szeged.
Das dort befindliche Gasfeld gilt als einer der größten Gasfunde in Europa seit der Entdeckung des Groningen-Feldes 1959. Da es sich jedoch um ein unkonventionelles Gasfeld handelt, d. h. das Gas liegt in Tiefen unter 3000 Metern, werden die Möglichkeiten einer kommerziellen Erschließung noch erforscht.
Bezugnehmend auf ein unabhängiges Gutachten aus dem März 2008 der RPS Scotia Group enthält die Makó-Senke mit einer Wahrscheinlichkeit von 90 % bis zu 700 Milliarden Kubikmeter Gas. Sollten sich diese Angaben im Laufe der Testbohrungen, die seit Anfang 2009 von ExxonMobil in Zusammenarbeit mit dem ungarischen Mineralölkonzern MOL und der kanadischen Firma Falcon Oil & Gas durchgeführt werden, bestätigen lassen, könnte Ungarn schon ab 2014 seinen eigenen Gas-Bedarf decken und darüber hinaus Gas in europäische Nachbarländer exportieren.